# Alexei Nikolajewitsch Kenjaikin
Alexei Nikolajewitsch Kenjaikin (russisch Алексей Николаевич Кеняйкин; * 23. August 1998 in Samara) ist ein russischer Fußballtorwart.

## Karriere
Kenjaikin begann seine Karriere bei Krylja Sowetow Samara. Zur Saison 2016/17 wechselte er zum FK Orenburg. Zur Saison 2017/18 rückte er in den Kader der neu geschaffenen Reserve. Im November 2017 stand er auch erstmals im Profikader, kam allerdings nicht zum Einsatz. Für Orenburg-2 absolvierte er insgesamt fünf Spiele in der Perwenstwo PFL, die Reserve stellte aber bereits nach einer Saison den Spielbetrieb wieder ein. In der Saison 2018/19 kam er dann wieder ausschließlich für die U-19 zum Einsatz.
Zur Saison 2019/20 wurde er an den Zweitligisten Torpedo Moskau verliehen. Im Juli 2019 gab er gegen den FK Nischni Nowgorod sein Debüt in der Perwenstwo FNL. Bis zum COVID-bedingten Saisonabbruch kam er zu 20 Zweitligaeinsätzen für Torpedo. Im Juni 2020 kehrte er nach Orenburg zurück, das zu Saisonende in die FNL abstieg. Dort war er in der Saison 2020/21 Ersatztormann hinter Andrej Klimowitsch und machte sieben Zweitligapartien.
Nach dem Abgang von Klimowitsch vor Beginn der Saison 2021/22 übernahm Kenjaikin dessen Platz im Tor. Nach einer Verletzung musste er allerdings ab dem 16. Spieltag Jewgeni Goschew den Vortritt lassen, erst kurz vor Saisonende durfte er wieder regelmäßig das Tor hüten. Bis Saisonende kam er zu 22 Zweitligaeinsätzen, mit Orenburg stieg er nach zwei Jahren wieder in die Premjer-Liga auf. In dieser musste er sich zu Beginn der Saison 2022/23 allerdings erneut hinter Goschew anstellen, ehe er dann im September 2022 gegen den FK Chimki sein Debüt im Oberhaus gab.